# Collalto (Buie)
Collalto (noto anche come Berda, in croato Brdo) è un insediamento istriano nel comune di Buie.

## Storia
Il paese fu abitato fin dalla preistoria da popolazioni nomadi. Nell'XI secolo popolazioni provenienti da Venezia e da tutto il Triveneto iniziarono ad abitare nella zona e tra il XVI ed il XVII secolo altre popolazioni, questa volta  provenienti dalla Dalmazia, iniziarono ad abitare il paese insieme ai veneti. Successivamente passò nelle mani dell'Impero austro-ungarico; con la Pace di Presburgo seguì il destino degli ex possedimenti veneziani entrando per un breve periodo nel Regno d'Italia napoleonico, per poi tornare ad essere parte dell'Impero austro-ungarico.
Dopo il trattato di Rapallo, Collalto, entrò a far parte dell'Italia (nella provincia di Pola). Dopo la seconda guerra mondiale fece parte del Territorio Libero di Trieste e poi della Jugoslavia; durante questo periodo gran parte degli italiani furono costretti all'esilio verso l'Italia. Dopo la dissoluzione della Jugoslavia, la città nel 1991 passò sotto il controllo della Croazia.

## Società

### Evoluzione demografica
| Evoluzione demografica | Evoluzione demografica | Evoluzione demografica | Evoluzione demografica | Evoluzione demografica | Evoluzione demografica | Evoluzione demografica | Evoluzione demografica | Evoluzione demografica | Evoluzione demografica | Evoluzione demografica | Evoluzione demografica | Evoluzione demografica | Evoluzione demografica | Evoluzione demografica | Evoluzione demografica |
| ---------------------- | ---------------------- | ---------------------- | ---------------------- | ---------------------- | ---------------------- | ---------------------- | ---------------------- | ---------------------- | ---------------------- | ---------------------- | ---------------------- | ---------------------- | ---------------------- | ---------------------- | ---------------------- |
| 1857                   | 1869                   | 1880                   | 1890                   | 1900                   | 1910                   | 1921                   | 1931                   | 1948                   | 1953                   | 1961                   | 1971                   | 1981                   | 1991                   | 2001                   | 2011                   |
| 134                    | 142                    | 155                    | 164                    | 142                    | 189                    | 311                    | 304                    | 167                    | 62                     | 46                     | 19                     | 16                     | 12                     | 16                     | 13                     |

### Grafico
Il censimento austriaco del 1910 registrava nel comune catastale di Berda 189 abitanti, per il 95% italiani.